# Hubert Howe Bancroft
Hubert Howe Bancroft, född 5 maj 1832 och död 2 mars 1918, var en amerikansk boksamlare och historiker.
Bancroft grundade 1856 en förlagsfirma i San Francisco, samlade källor till Stillahavskustens historia och utgav på grundval av det stora material han samlat ett flertal stora verk.